# Шлаге, Бруно
Бруно Шлаге (нем. Bruno Schlage; 11 февраля 1903, Трутенау, Восточная Пруссия, Германская империя — 9 февраля 1977, Минден, Северный Рейн-Вестфалия, ФРГ) — унтершарфюрер СС, блокфюрер концлагеря Освенцим.

## Биография
Бруно Шлаге родился 11 февраля 1903 года в семье рабочего. До 14 лет посещал народную школу в Трутенау, а позже в Итцехо и после ее окончания некоторое время работал на железнодорожной платформе. Из-за скудных возможностей заработка Шлаге за 3 года освоил ремесло каменщика. После экзамена на звание подмастерья в 1927 или 1928 году он посещал школу для мастеров. Впоследствии был бригадиром каменщиков в компании в Кёнигсберге.
После прихода нацистов к власти стал членом Германского трудового фронта. Весной 1940 года служил в полицейских войсках специального назначения в Плоцке и позже в одном из штандартов СС в оккупированной Польше.
В конце 1940 года был переведён в концлагерь Освенцим и изначально служил в 3-й охранной роте. Осенью 1942 года стал блокфюрером в блоке 11. С января/февраля и до середины апреля 1943 года был коммандофюрером рабочей команды на цементной фабрике в филиале в Голлешау.
В мае 1945 года попал в польский плен и доставлен в лагерь под Бромбергом, из которого был освобождён 8 августа 1949 года. Шлаге выдал себя за военнослужащего вермахта. После освобождения отправился к своей семье в Бад-Эйнхаузен. С октября 1961 года работал сторожем на фабрике по производству пальто и костюмов. 13 апреля 1964 года был арестован и помещён в следственный изолятор. 20 августа 1965 года на Освенцимском процессе судом присяжных во Франкфурте-на-Майне был приговорён к 6 годам заключения в тюрьме строгого режима. В своём последнем слове из записки сказал:
Я должен был нести службу так, как это требовалось. Мы не могли отказаться от приказа, когда наша родина находилась в состоянии тотальной войны. Клятва верховному главнокомандующему была обязательна для меня. У нас не было времени ознакомиться с приказами. Приказы должны были выполняться немедленно.
В 1969 году ему была предоставлена отсрочка от исполнения наказания, после чего он был освобождён. Умер в 1977 году.